# Dora Paulsen
Dora Paulsen (Berlijn, 14 juli 1898 - Amsterdam, 2 december 1970) was een Nederlandse operettezangeres, actrice en cabaretière.

## Jeugd en opleiding
Dora Paulsen (haar artiestennaam) werd geboren als Feodora Anna Pauline Pollen. Ze was de dochter van de operazanger Oskar Richard Emil Pollen en Karoline Martha Elisabeth Zimmermann. In haar jeugd nam haar vader het hele gezin mee op langdurige tournees waardoor ze zelf pas drie jaar oud al op de planken stond. Ze speelde als kind op het toneel, in stomme films en in operettes bij Franz Lehár. Ze volgde een opleiding tot coloratuursopraan maar kreeg in 1917 een ernstige stemaandoening waardoor ze aanvankelijk besloot verder te gaan als actrice. In 1920 werd ze door de Nederlandse regisseur Willem Royaards in Berlijn opgemerkt door haar uitstraling en spelvaardigheid.

## Toneel en zang
Sinds begin jaren twintig speelde Paulsen onder meer hoofdrollen in stukken van August Strindberg en Henrik Ibsen. Ook pakte zij het zingen weer op en ging optreden in het beroemde cabaret "Le Chat Noir" (later "Der Schwarze Kater") van de cabaretcomponist Rudolf Nelson. Zij zong chansons van toonaangevende dichters als Kurt Bry, Erich Kästner en Kurt Tucholsky. Door de opkomst van de nazi's in Duitsland week het cabaret uit naar Zwitserland waar Louis Davids het uitnodigde naar Nederland te komen.

## Nederland
Paulsen besloot in Nederland te blijven, en trouwde in 1938 met de kunstschilder Jo Voskuil en werd Nederlander. Ze trad op in diverse cabaretvoorstellingen en als solist. Tijdens de oorlog trad ze tot 1942 op waarna ze haar vriend Rudolf Nelson hielp onderduiken en daarna besloot zelf ook niet meer op te treden. Na de oorlog was de belangstelling in Nederland voor Duitstalige liederen klein en het zou tot 1958 duren voordat ze weer erkenning genoot. Toen werd haar ter gelegenheid van haar zestigste verjaardag een avond aangeboden in het Nieuwe de la Mar Theater te Amsterdam op initiatief van de schrijver Victor van Vriesland en Simon Carmiggelt. Cabaretier Wim Kan trad op als spreekstalmeester en Paulsen verzorgde een optreden. Hierna kon zij haar carrière weer oppakken en trad op en nam ook een aantal platen op. 
In 1965 vertolkte ze drie liederen van Kurt Weill in het door Rob Touber geregisseerde tv-programma Voor drie stuivers muziek. 
Ook gaf zij haar vakmanschap door door tussen 1966 en 1970 als docent te werken op de Amsterdamse Kleinkunstacademie.

## Verdere personalia
Paulsen trouwde in Duitsland eerst op 26 augustus 1919 met Otto Mathias en scheidde van hem op 7 november 1921. In Nederland trouwde ze op 5 mei 1938 met de Nederlandse schilder Jo Voskuil. Uit haar beide huwelijken werden geen kinderen geboren. Paulsen overleed in 1970 in Amsterdam.